# Paul Manly
Pour les articles homonymes, voir Manly.
Paul Manly, né le 19 avril 1964 à Port Alice, est un homme politique canadien membre du Parti vert du Canada.
De 2019 à 2021, il est député à la Chambre des communes représentant la circonscription de Nanaimo—Ladysmith.

## Biographie
Il est le fils de Jim Manly (en), ancien député fédéral du Nouveau Parti démocratique (Cowichan—Malahat—Les Îles, 1980-1988).
Spécialiste des communications et cinéaste, il est candidat à l'investiture néo-démocrate pour les élections fédérales de 2015 mais est écarté par l'exécutif fédéral du parti en raison de son activisme en faveur des droits des Palestiniens. Il se présente ensuite au Parti vert du Canada qui l'investi. Au soir de l'élection, il obtient 19,76 % et termine à la quatrième place, la circonscription étant emportée par la candidate du NPD Sheila Malcolmson (en).
Le 30 janvier 2019 cette dernière est élue députée à l'Assemblée législative de la Colombie-Britannique, permettant au NPD provincial de conserver la direction du gouvernement. La démission de Malcolmson a lieu peu avant la limite de six mois précédant une élection générale et déclenche une élection partielle pour laquelle le Parti vert réinvesti Paul Manly.
Le 6 mai 2019 il passe de la quatrième à la première place, obtenant 37,3 % des suffrages et devenant le deuxième vert élu à la Chambre des communes, doublant les effectifs en rejoignant la cheffe Elizabeth May, élue depuis les élections fédérales de 2011.
Il est réélu aux élections fédérales de 2019 mais battu aux élections anticipées de 2021. À la suite de sa défaite, il se présente aux élections municipales à Nanaimo, et obtient le plus haut score des différents candidats. Devenu conseiller municipal, il se lance cependant à nouveau pour les verts fédéraux à l'occasion des élections fédérales de 2025, il justifie ce choix par la nécessité d'empêcher les conservateurs de Pierre Poilièvre d'obtenir le siège alors que le NPD s'effondre.

## Résultats électoraux
| Parti | Parti                        | Candidat          | Votes  | %    | Maj.  |
| ----- | ---------------------------- | ----------------- | ------ | ---- | ----- |
|       | Vert                         | Paul Manly        | 15 188 | 37,3 | 5 093 |
|       | Conservateur                 | John Hirst        | 10 093 | 24,8 |       |
|       | NPD                          | Bob Chamberlin    | 9 392  | 23,1 |       |
|       | Libéral                      | Michelle Corfield | 4 478  | 11,0 |       |
|       | Parti populaire              | Jennifer Clarke   | 1 246  | 3,1  |       |
|       | Parti progressiste           | Brian Marlatt     | 248    | 0,6  |       |
|       | Alliance nationale citoyenne | Jakob Letkemann   | 66     | 0,2  |       |
| Total | Total                        | Total             | 40 711 | 100  | -     |

|       | Candidat               | Parti              | # de voix | % des voix |
|       | Mark MacDonald         | Conservateur       | +16 637,  | 23,35 %    |
|       | Tim Tessier            | Libéral            | +16 753,  | 23,52 %    |
|       | Sheila Malcolmson (en) | NPD                | +23 651,  | 33,2 %     |
|       | Paul Manly             | Vert               | +14 074,  | 19,76 %    |
|       | Jack East              | Marxiste-léniniste | +00126,   | 0,18 %     |
| Total | Total                  | Total              | 71 241    | 100 %      |